# مزرعة (سردشت)
مزرعة هي قرية في مقاطعة سردشت، إيران. عدد سكان هذه القرية هو 122 في سنة 2006.